# Feldatal
Feldatal es un municipio situado en el distrito de Vogelsberg, en el estado federado de Hesse (Alemania). Su población estimada a finales de 2016 era de 2494 habitantes.
Se encuentra ubicado en el centro del estado, muy cerca del monte Vogelsberg.